# Copa Africana de Naciones 2013
La Copa Africana de Naciones 2013 fue la XXIX edición del torneo africano de fútbol más importante de selecciones.
Inicialmente, Libia fue elegida para ser sede del evento, pero tras los eventos del conflicto armado libio vivido en 2011, la Confederación Africana de Fútbol finalmente intercambió la sede de 2013 con Sudáfrica, designada para la Copa Africana de Naciones 2017. La selección de Nigeria se coronó campeona del torneo al vencer en la final a la selección de Burkina Faso 1 a 0, con lo cual jugó la Copa FIFA Confederaciones 2013 en Brasil.

## Organización

### Elección de la sede

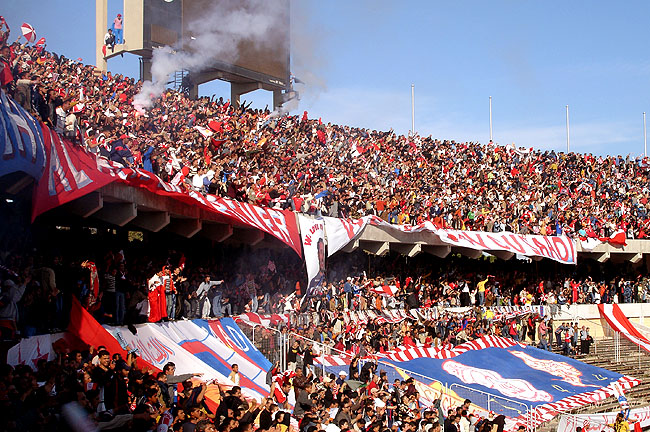
El Estadio 11 de Junio de Trípoli, una de las sedes originales del evento.

En 2006, la Confederación Africana de Fútbol recibió candidaturas de Angola, Libia, Nigeria y de Gabón junto a Guinea Ecuatorial para ser sede de la Copa Africana de Naciones. Candidaturas de Benín junto a la República Centroafricana y de Botsuana fueron finalmente rechazadas. Con base en dichas candidaturas, la CAF otorgar la sede de tres ediciones de la Copa Africana de forma conjunta, algo realizado por primera vez: así, Angola fue elegida para ser sede de la Copa Africana de 2010, Gabón y Guinea Ecuatorial para la Copa Africana de 2012 y Libia finalmente con el evento de 2013. Nigeria quedó seleccionada como potencial reemplazante en caso de que algún país no pudiera ser electo.
Sin embargo, en febrero de 2011 estallaría un fuerte conflicto armado que buscaba derrocar al gobierno de Muamar el Gadafi. Los efectos de la guerra civil llevaron a la CAF a evaluar la decisión de suspender el evento, anunciando una decisión final antes de septiembre de 2011. Ante dicha situación, Egipto expresó su voluntad de organizar el campeonato.
El 25 de agosto de 2011, la CAF anunció su decisión de hacer un cambio en la sede entre las ediciones de 2013 y 2017. Sudáfrica, que había sido sede de la Copa Mundial de Fútbol de 2010, tomó así el lugar de Libia como sede de 2013, mientras este país organizaría la Copa Africana de Naciones 2017.
Sudáfrica ofreció 5 de las 10 sedes que acogieron el Mundial de fútbol de 2010:
| Johannesburg                                              | Johannesburg                                         | Durban                                       | Durban                                      | Port Elizabeth                              | Port Elizabeth                              |
| --------------------------------------------------------- | ---------------------------------------------------- | -------------------------------------------- | ------------------------------------------- | ------------------------------------------- | ------------------------------------------- |
| FNB Stadium                                               | FNB Stadium                                          | Moses Mabhida Stadium                        | Moses Mabhida Stadium                       | Nelson Mandela Bay Stadium                  | Nelson Mandela Bay Stadium                  |
| 26°14′5.27″S 27°58′56.47″E / -26.2347972, 27.9823528      | 26°14′5.27″S 27°58′56.47″E / -26.2347972, 27.9823528 | 29°49′46″S 31°01′49″E / -29.82944, 31.03028  | 29°49′46″S 31°01′49″E / -29.82944, 31.03028 | 33°56′16″S 25°35′56″E / -33.93778, 25.59889 | 33°56′16″S 25°35′56″E / -33.93778, 25.59889 |
| Capacidad: 94,700                                         | Capacidad: 94,700                                    | Capacidad: 54,000                            | Capacidad: 54,000                           | Capacidad: 48,000                           | Capacidad: 48,000                           |
|                                                           |                                                      |                                              |                                             |                                             |                                             |
| Johannesburg Durban · Port Elizabeth Rustenburg Nelspruit |                                                      |                                              |                                             |                                             |                                             |
| Nelspruit                                                 | Nelspruit                                            | Nelspruit                                    | Rustenburg                                  | Rustenburg                                  | Rustenburg                                  |
| 25°27′42″S 30°55′47″E / -25.46172, 30.929689              | 25°27′42″S 30°55′47″E / -25.46172, 30.929689         | 25°27′42″S 30°55′47″E / -25.46172, 30.929689 | 25°34′43″S 27°09′39″E / -25.5786, 27.1607   | 25°34′43″S 27°09′39″E / -25.5786, 27.1607   | 25°34′43″S 27°09′39″E / -25.5786, 27.1607   |
| Mbombela Stadium                                          | Mbombela Stadium                                     | Mbombela Stadium                             | Royal Bafokeng Stadium                      | Royal Bafokeng Stadium                      | Royal Bafokeng Stadium                      |
| Capacidad: 41,000                                         | Capacidad: 41,000                                    | Capacidad: 41,000                            | Capacidad: 42,000                           | Capacidad: 42,000                           | Capacidad: 42,000                           |
|                                                           |                                                      |                                              |                                             |                                             |                                             |

## Equipos participantes
En cursiva el equipo debutante.
| Equipos participantes | Equipos participantes | Equipos participantes | Equipos participantes |
| --------------------- | --------------------- | --------------------- | --------------------- |
| Angola                | Costa de Marfil       | Marruecos             | Sudáfrica             |
| Argelia               | Etiopía               | Níger                 | Togo                  |
| Burkina Faso          | Ghana                 | Nigeria               | Túnez                 |
| Cabo Verde            | Malí                  | RD Congo              | Zambia                |

## Sorteo
El sorteo se realizó el miércoles 24 de octubre de 2012, en Durban, Sudáfrica.
El anfitrión Sudáfrica y el defensor del título Zambia fueron colocados en el Bolillero 1, repartidos en el Grupo A y C, respectivamente. Los otros 14 equipos clasificados se colocaron en los bolilleros sobre la base de sus actuaciones en las últimas tres ediciones de la Copa Africana de Naciones, es decir, las ediciones de 2008, 2010 y 2012. Para cada una de los tres últimas ediciones finales de la Copa Africana de Naciones, el siguiente sistema de puntos se adopta para los países calificados:
| Clasificación     | Puntos otorgados |
| ----------------- | ---------------- |
| Campeón           | 7                |
| Finalista         | 5                |
| Semifinalistas    | 3                |
| Cuartofinalistas  | 2                |
| En fase de grupos | 1                |

Por otra parte, un coeficiente ponderado de los puntos se le dará a cada una de las tres últimas ediciones de la Copa Africana de Naciones de la siguiente manera:
- Edición 2012: los puntos que se multiplica por 3
- Edición 2010: los puntos que se multiplica por 2
- Edición 2008: los puntos que se multiplica por 1

Los equipos fueron divididos en cuatro bombos basados en dichos rankings. Cada grupo contendrá un equipo de cada bombo.
| Cabezas de Serie                                                         | Bombo 2                                                     | Bombo 3                                                              | Bombo 4                                                          |
| ------------------------------------------------------------------------ | ----------------------------------------------------------- | -------------------------------------------------------------------- | ---------------------------------------------------------------- |
| Sudáfrica (Gr. A) Zambia (Gr. C) Ghana (22 pts) Costa de Marfil (22 pts) | Malí (12 pts) Túnez (10 pts) Angola (9 pts) Nigeria (8 pts) | Argelia (6 pts) Burkina Faso (5 pts) Marruecos (4 pts) Níger (3 pts) | Togo (2 pts) Etiopía (0 pts) RD Congo (0 pts) Cabo Verde (0 pts) |

## Resultados
El calendario para el Torneo fue realizado el 8 de septiembre de 2012.
Los horarios corresponden a la hora de Sudáfrica (UTC+2).

### Primera fase

#### Grupo A
| Pos. | Equipo        | Pts. | PJ | G | E | P | GF | GC | Dif. | Clasificación    |
| ---- | ------------- | ---- | -- | - | - | - | -- | -- | ---- | ---------------- |
| 1    | Sudáfrica (H) | 5    | 3  | 1 | 2 | 0 | 4  | 2  | +2   | Cuartos de final |
| 2    | Cabo Verde    | 5    | 3  | 1 | 2 | 0 | 3  | 2  | +1   | Cuartos de final |
| 3    | Marruecos     | 3    | 3  | 0 | 3 | 0 | 3  | 3  | 0    |                  |
| 4    | Angola        | 1    | 3  | 0 | 1 | 2 | 1  | 4  | −3   |                  |

 Fuente: [cita requerida]
| 19 de enero de 2013, 18:00 (UTC+2) | Sudáfrica | 0:0     | Cabo Verde | Estadio Soccer City, Johannesburgo |                             |
|                                    |           | Reporte |            | Árbitro(s): Djamel Haimoudi        | Árbitro(s): Djamel Haimoudi |

| 19 de enero de 2013, 21:00 (UTC+2) | Angola | 0:0     | Marruecos | Estadio Soccer City, Johannesburgo |                           |
|                                    |        | Reporte |           | Árbitro(s): Badara Diatta          | Árbitro(s): Badara Diatta |

| 23 de enero de 2013, 17:00 (UTC+2) | Sudáfrica                 | 2:0 (1:0) | Angola | Estadio Moses Mabhida, Durban |                             |
|                                    | Sangweni 30' · Majoro 62' | Reporte   |        | Árbitro(s): Koman Coulibaly   | Árbitro(s): Koman Coulibaly |

| 23 de enero de 2013, 20:00 (UTC+2) | Marruecos    | 1:1 (0:1) | Cabo Verde  | Estadio Moses Mabhida, Durban |                           |
|                                    | El-Arabi 78' | Reporte   | Platini 36' | Árbitro(s): Janny Sikazwe     | Árbitro(s): Janny Sikazwe |

| 27 de enero de 2013, 18:00 (UTC+2) | Marruecos                 | 2:2 (1:0) | Sudáfrica                   | Estadio Moses Mabhida, Durban |                            |
|                                    | El-Adoua 10' · Hafidi 81' | Reporte   | Mahlangu 71' · Sangweni 87' | Árbitro(s): Bakary Gassama    | Árbitro(s): Bakary Gassama |

| 27 de enero de 2013, 18:00 (UTC+2) | Cabo Verde               | 2:1 (0:1) | Angola           | Estadio Nelson Mandela Bay, Port Elizabeth |                         |
|                                    | Varela 81' · Ramos 90+1' | Reporte   | Nando 33' (a.g.) | Árbitro(s): Slim Jedidi                    | Árbitro(s): Slim Jedidi |

#### Grupo B
| Pos. | Equipo                          | Pts. | PJ | G | E | P | GF | GC | Dif. | Clasificación    |
| ---- | ------------------------------- | ---- | -- | - | - | - | -- | -- | ---- | ---------------- |
| 1    | Ghana                           | 7    | 3  | 2 | 1 | 0 | 6  | 2  | +4   | Cuartos de final |
| 2    | Malí                            | 4    | 3  | 1 | 1 | 1 | 2  | 2  | 0    | Cuartos de final |
| 3    | República Democrática del Congo | 3    | 3  | 0 | 3 | 0 | 3  | 3  | 0    |                  |
| 4    | Níger                           | 1    | 3  | 0 | 1 | 2 | 0  | 4  | −4   |                  |

 Fuente: [cita requerida]
| 20 de enero de 2013, 17:00 (UTC+2) | Ghana                           | 2:2 (1:0) | RD Congo                       | Estadio Nelson Mandela Bay, Port Elizabeth |                            |
|                                    | Agyemang-Badu 40' · Asamoah 49' | Reporte   | Mputu 53' · Mbokani 69' (pen.) | Árbitro(s): Daniel Bennett                 | Árbitro(s): Daniel Bennett |

| 20 de enero de 2013, 20:00 (UTC+2) | Malí      | 1:0 (0:0) | Níger | Estadio Nelson Mandela Bay, Port Elizabeth |                         |
|                                    | Keita 84' | Reporte   |       | Árbitro(s): Slim Jedidi                    | Árbitro(s): Slim Jedidi |

| 24 de enero de 2013, 17:00 (UTC+2) | Ghana              | 1:0 (1:0) | Malí | Estadio Nelson Mandela Bay, Port Elizabeth |                             |
|                                    | Mubarak 36' (pen.) | Reporte   |      | Árbitro(s): Noumandiez Doue                | Árbitro(s): Noumandiez Doue |

| 24 de enero de 2013, 20:00 (UTC+2) | Níger | 0:0     | RD Congo | Estadio Nelson Mandela Bay, Port Elizabeth |                                |
|                                    |       | Reporte |          | Árbitro(s): Bouchaib El-Ahrach             | Árbitro(s): Bouchaib El-Ahrach |

| 28 de enero de 2013, 19:00 (UTC+2) | Níger | 0:3 (0:2) | Ghana                         | Estadio Nelson Mandela Bay, Port Elizabeth |                           |
|                                    |       | Reporte   | Gyan 6' · Atsu 23' · Boye 49' | Árbitro(s): Badara Diatta                  | Árbitro(s): Badara Diatta |

| 28 de enero de 2013, 19:00 (UTC+2) | RD Congo          | 1:1 (1:1) | Malí        | Estadio Moses Mabhida, Durban |                             |
|                                    | Mbokani 3' (pen.) | Reporte   | Samassa 14' | Árbitro(s): Djamel Haimoudi   | Árbitro(s): Djamel Haimoudi |

#### Grupo C
| Pos. | Equipo       | Pts. | PJ | G | E | P | GF | GC | Dif. | Clasificación    |
| ---- | ------------ | ---- | -- | - | - | - | -- | -- | ---- | ---------------- |
| 1    | Burkina Faso | 5    | 3  | 1 | 2 | 0 | 5  | 1  | +4   | Cuartos de final |
| 2    | Nigeria      | 5    | 3  | 1 | 2 | 0 | 4  | 2  | +2   | Cuartos de final |
| 3    | Zambia       | 3    | 3  | 0 | 3 | 0 | 2  | 2  | 0    |                  |
| 4    | Etiopía      | 1    | 3  | 0 | 1 | 2 | 1  | 7  | −6   |                  |

 Fuente: [cita requerida]
| 21 de enero de 2013, 17:00 (UTC+2) | Zambia        | 1:1 (1:0) | Etiopía   | Estadio Mbombela, Nelspruit    |                                |
|                                    | Mbesuma 45+3' | Reporte   | Girma 65' | Árbitro(s): Eric Otogo-Castane | Árbitro(s): Eric Otogo-Castane |

| 21 de enero de 2013, 20:00 (UTC+2) | Nigeria     | 1:1 (1:0) | Burkina Faso | Estadio Mbombela, Nelspruit |                             |
|                                    | Emenike 23' | Reporte   | Traoré 90+4' | Árbitro(s): Mohamed Benouza | Árbitro(s): Mohamed Benouza |

| 25 de enero de 2013, 17:00 (UTC+2) | Zambia            | 1:1 (0:0) | Nigeria     | Estadio Mbombela, Nelspruit |                          |
|                                    | Mweene 85' (pen.) | Reporte   | Emenike 57' | Árbitro(s): Gehad Grisha    | Árbitro(s): Gehad Grisha |

| 25 de enero de 2013, 20:00 (UTC+2) | Burkina Faso                               | 4:0 (1:0) | Etiopía | Estadio Mbombela, Nelspruit |                             |
|                                    | Traoré 34' 74' · Koné 79' · Pitroipa 90+5' | Reporte   |         | Árbitro(s): Bernard Camille | Árbitro(s): Bernard Camille |

| 29 de enero de 2013, 19:00 (UTC+2) | Burkina Faso | 0:0     | Zambia | Estadio Mbombela, Nelspruit |                          |
|                                    |              | Reporte |        | Árbitro(s): Néant Alioum    | Árbitro(s): Néant Alioum |

| 29 de enero de 2013, 19:00 (UTC+2) | Etiopía | 0:2 (0:0) | Nigeria                     | Estadio Royal Bafokeng, Rustenburg |                                |
|                                    |         | Reporte   | Moses 80' (pen.) 90' (pen.) | Árbitro(s): Bouchaib El-Ahrach     | Árbitro(s): Bouchaib El-Ahrach |

#### Grupo D
| Pos. | Equipo          | Pts. | PJ | G | E | P | GF | GC | Dif. | Clasificación    |
| ---- | --------------- | ---- | -- | - | - | - | -- | -- | ---- | ---------------- |
| 1    | Costa de Marfil | 7    | 3  | 2 | 1 | 0 | 7  | 3  | +4   | Cuartos de final |
| 2    | Togo            | 4    | 3  | 1 | 1 | 1 | 4  | 3  | +1   | Cuartos de final |
| 3    | Túnez           | 4    | 3  | 1 | 1 | 1 | 2  | 4  | −2   |                  |
| 4    | Argelia         | 1    | 3  | 0 | 1 | 2 | 2  | 5  | −3   |                  |

 Fuente: [cita requerida]
| 22 de enero de 2013, 17:00 (UTC+2) | Costa de Marfil            | 2:1 (1:1) | Togo        | Estadio Royal Bafokeng, Rustenburg |                          |
|                                    | Y. Touré 8' · Gervinho 88' | Reporte   | Ayité 45+2' | Árbitro(s): Néant Alioum           | Árbitro(s): Néant Alioum |

| 22 de enero de 2013, 20:00 (UTC+2) | Túnez      | 1:0 (0:0) | Argelia | Estadio Royal Bafokeng, Rustenburg |                            |
|                                    | Msakni 90' | Reporte   |         | Árbitro(s): Bakary Gassama         | Árbitro(s): Bakary Gassama |

| 26 de enero de 2013, 17:00 (UTC+2) | Costa de Marfil                         | 3:0 (1:0) | Túnez | Estadio Royal Bafokeng, Rustenburg  |                                     |
|                                    | Gervinho 21' · Y. Touré 87' · Konan 90' | Reporte   |       | Árbitro(s): Rajindraparsad Seechurn | Árbitro(s): Rajindraparsad Seechurn |

| 26 de enero de 2013, 20:00 (UTC+2) | Argelia | 0:2 (0:1) | Togo                      | Estadio Royal Bafokeng, Rustenburg |                                 |
|                                    |         | Reporte   | Adebayor 31' · Wome 90+3' | Árbitro(s): Hamada Nampiandraza    | Árbitro(s): Hamada Nampiandraza |

| 30 de enero de 2013, 19:00 (UTC+2) | Argelia                                  | 2:2 (0:0) | Costa de Marfil       | Estadio Royal Bafokeng, Rustenburg |                                |
|                                    | Feghouli 64' (pen.) · Hillel Soudani 70' | Reporte   | Drogba 77' · Bony 81' | Árbitro(s): Eric Otogo-Castane     | Árbitro(s): Eric Otogo-Castane |

| 30 de enero de 2013, 19:00 (UTC+2) | Togo      | 1:1 (1:1) | Túnez              | Estadio Mbombela, Nelspruit |                            |
|                                    | Gakpé 13' | Reporte   | Mouelhi 21' (pen.) | Árbitro(s): Daniel Bennett  | Árbitro(s): Daniel Bennett |

### Segunda fase
|  | Cuartos de final    | Cuartos de final |              |                          | Semifinales | Semifinales |      |              | Final        | Final |  |
|  |                     |                  |              |                          |             |             |      |              |              |       |  |
|  |                     |                  |              |                          |             |             |      |              |              |       |  |
|  | Sudáfrica           | 1 (1)            |              |                          |             |             |      |              |              |       |  |
|  | Sudáfrica           | 1 (1)            |              |                          |             |             |      |              |              |       |  |
|  | Malí (t.s.) (p.)    | 1 (3)            |              |                          |             |             |      |              |              |       |  |
|  | Malí (t.s.) (p.)    | 1 (3)            |              | Malí                     | 1           |             |      |              |              |       |  |
|  |                     |                  |              | Malí                     | 1           |             |      |              |              |       |  |
|  |                     |                  | Nigeria      | 4                        |             |             |      |              |              |       |  |
|  | Costa de Marfil     | 1                | Nigeria      | 4                        |             |             |      |              |              |       |  |
|  | Costa de Marfil     | 1                |              |                          |             |             |      |              |              |       |  |
|  | Nigeria             | 2                |              |                          |             |             |      |              |              |       |  |
|  | Nigeria             | 2                |              |                          |             |             |      | Nigeria      | 1            |       |  |
|  |                     |                  |              |                          |             |             |      | Nigeria      | 1            |       |  |
|  |                     |                  | Burkina Faso | 0                        |             |             |      |              |              |       |  |
|  | Burkina Faso (t.s.) | 1                | Burkina Faso | 0                        |             |             |      |              |              |       |  |
|  | Burkina Faso (t.s.) | 1                |              |                          |             |             |      |              |              |       |  |
|  | Togo                | 0                |              |                          |             |             |      |              |              |       |  |
|  | Togo                | 0                |              | Burkina Faso (t.s.) (p.) | 1 (3)       |             |      | Tercer lugar | Tercer lugar |       |  |
|  |                     |                  |              | Burkina Faso (t.s.) (p.) | 1 (3)       |             |      | Tercer lugar | Tercer lugar |       |  |
|  |                     |                  | Ghana        | 1 (2)                    |             |             |      |              |              |       |  |
|  | Ghana               | 2                | Ghana        | 1 (2)                    |             |             | Malí | 3            |              |       |  |
|  | Ghana               | 2                |              |                          |             |             | Malí | 3            |              |       |  |
|  | Cabo Verde          | 0                |              |                          |             |             |      |              | Ghana        | 1     |  |
|  | Cabo Verde          | 0                |              |                          |             |             |      |              | Ghana        | 1     |  |
|  |                     |                  |              |                          |             |             |      |              |              |       |  |

#### Cuartos de final
| 2 de febrero de 2013, 17:00 (UTC+2) | Ghana                    | 2:0 (0:0) | Cabo Verde | Estadio Nelson Mandela Bay, Puerto Elizabeth |                                     |
|                                     | Mubarak 54' (pen.) 90+4' | Reporte   |            | Árbitro(s): Rajindraparsad Seechurn          | Árbitro(s): Rajindraparsad Seechurn |

| 2 de febrero de 2013, 20:30 (UTC+2) | Sudáfrica                              | 1:1 (1:1, 1:0) (t. s.)(1:3 p.) | Malí                           | Estadio Moses Mabhida, Durban |                          |
|                                     | Rantie 31'                             | Reporte                        | Keita 58'                      | Árbitro(s): Néant Alioum      | Árbitro(s): Néant Alioum |
|                                     |                                        | Tiros desde el punto penal     |                                |                               |                          |
|                                     | Tshabalala · Furman · Mahlangu · Phala |                                | Diakité · Tamboura · M. Traoré |                               |                          |

| 3 de febrero de 2013, 17:00 (UTC+2) | Costa de Marfil | 1:2 (0:1) | Nigeria               | Estadio Royal Bafokeng, Rustenburg |                             |
|                                     | Tioté 50'       | Reporte   | Emenike 43' · Mba 78' | Árbitro(s): Djamel Haimoudi        | Árbitro(s): Djamel Haimoudi |

| 3 de febrero de 2013, 20:30 (UTC+2) | Burkina Faso  | 1:0 (0:0, 0:0) (t. s.) | Togo | Estadio Mbombela, Nelspruit |                           |
|                                     | Pitroipa 105' | Reporte                |      | Árbitro(s): Badara Diatta   | Árbitro(s): Badara Diatta |

#### Semifinales
| 6 de febrero de 2013, 17:00 (UTC+2) | Malí          | 1:4 (0:3) | Nigeria                                            | Estadio Moses Mabhida, Durban |                            |
|                                     | C. Diarra 75' | Reporte   | Echiéjilé 25' · Ideye 30' · Emenike 44' · Musa 60' | Árbitro(s): Bakary Gassama    | Árbitro(s): Bakary Gassama |

| 6 de febrero de 2013, 20:30 (UTC+2) | Burkina Faso                            | 1:1 (1:1, 0:1) (t. s.)(3:2 p.) | Ghana                                           | Estadio Mbombela, Nelspruit |                         |
|                                     | Bancé 60'                               | Reporte                        | Mubarak 13' (pen.)                              | Árbitro(s): Slim Jedidi     | Árbitro(s): Slim Jedidi |
|                                     |                                         | Tiros desde el punto penal     |                                                 |                             |                         |
|                                     | B. Koné · H. Traoré · Koulibaly · Bancé |                                | Vorsah · Atsu · Afful · Clottey · Agyemang-Badu |                             |                         |

#### Tercer lugar
| 9 de febrero de 2013, 20:00 (UTC+2) | Malí                                   | 3:1 (1:0) | Ghana       | Estadio Nelson Mandela Bay, Puerto Elizabeth |                                |
|                                     | Samassa 21' · Keita 48' · Diarra 90+4' | Reporte   | Asamoah 82' | Árbitro(s): Eric Otogo-Castane               | Árbitro(s): Eric Otogo-Castane |

#### Final
| 10 de febrero de 2013, 20:00 (UTC+2) | Nigeria | 1:0 (1:0) | Burkina Faso | Estadio Soccer City, Johannesburgo |                             |
|                                      | Mba 40' | Reporte   |              | Árbitro(s): Djamel Haimoudi        | Árbitro(s): Djamel Haimoudi |

|                             |
| Bandera de Nigeria          |
| Campeón Nigeria 3.er título |

## Premios
Los siguientes premios were given for the tournament:
Orange Jugador del Torneo
- Jonathan Pitroipa

Pepsi Máximo goleador del Torneo
- Emmanuel Emenike

| Nombre           | Partidos jugados | Goles marcados | Asistencias | Minutos jugados | Fuente |
| ---------------- | ---------------- | -------------- | ----------- | --------------- | ------ |
| Emmanuel Emenike | 5                | 4              | 3           | 403             | [ 9 ]  |
| Wakaso Mubarak   | 5                | 4 (3 penaltis) | 0           | 396             | [ 11 ] |

Samsung Fair Play del Torneo (Jugador)
- Victor Moses

Nissan Gol del torneo
- Youssef Msakni vs. Argeria

Equipo del Torneo
| Portero         | Defensas                                  | Centrocampistas                                            | Delanteros                    |
| --------------- | ----------------------------------------- | ---------------------------------------------------------- | ----------------------------- |
| Vincent Enyeama | Bakary Koné Nando Siaka Tiéné Efe Ambrose | Jonathan Pitroipa Seydou Keita John Obi Mikel Victor Moses | Asamoah Gyan Emmanuel Emenike |

## Estadísticas
| Equipo | Equipo                          | Pts | PJ | PG | PE | PP | GF | GC | Dif | Rend  |
| ------ | ------------------------------- | --- | -- | -- | -- | -- | -- | -- | --- | ----- |
| 1      | Nigeria                         | 14  | 6  | 4  | 2  | 0  | 11 | 4  | 7   | 77,8% |
| 2      | Burkina Faso                    | 9   | 6  | 2  | 3  | 1  | 7  | 3  | 4   | 50%   |
| 3      | Malí                            | 8   | 6  | 2  | 2  | 2  | 7  | 8  | -1  | 44,4% |
| 4      | Ghana                           | 11  | 6  | 3  | 2  | 1  | 10 | 6  | 4   | 61,1% |
| 5      | Costa de Marfil                 | 7   | 4  | 2  | 1  | 1  | 8  | 5  | 3   | 58,3% |
| 6      | Sudáfrica                       | 6   | 4  | 1  | 3  | 0  | 5  | 3  | +2  | 50%   |
| 7      | Cabo Verde                      | 5   | 4  | 1  | 2  | 1  | 3  | 4  | -1  | 41,7% |
| 8      | Togo                            | 4   | 4  | 1  | 1  | 2  | 4  | 4  | 0   | 33,3% |
| 9      | Túnez                           | 4   | 3  | 1  | 1  | 1  | 2  | 4  | -2  | 44,4% |
| 10     | Marruecos                       | 3   | 3  | 0  | 3  | 0  | 3  | 3  | 0   | 33,3% |
| 11     | República Democrática del Congo | 3   | 3  | 0  | 3  | 0  | 3  | 3  | 0   | 33,3% |
| 12     | Zambia                          | 3   | 3  | 0  | 3  | 0  | 2  | 2  | 0   | 33,3% |
| 13     | Argelia                         | 1   | 3  | 0  | 1  | 2  | 2  | 5  | -3  | 0%    |
| 14     | Angola                          | 1   | 3  | 0  | 1  | 2  | 1  | 4  | -3  | 0%    |
| 15     | Níger                           | 1   | 3  | 0  | 1  | 2  | 0  | 4  | -4  | 0%    |
| 16     | Etiopía                         | 1   | 3  | 0  | 1  | 2  | 1  | 7  | -6  | 0%    |

## Goleadores
4 goles
- Emmanuel Emenike
- Mubarak Wakaso

3 goles
- Alain Traoré
- Seydou Keita

2 goles
- Jonathan Pitroipa
- Dieumerci Mbokani
- Kwadwo Asamoah
- Gervinho
- Yaya Touré
- Mamadou Samassa
- Sunday Mba
- Victor Moses
- Siyabonga Sangweni

1 gol
- Sofiane Feghouli
- Hillal Soudani
- Aristide Bancé
- Djakaridja Koné
- Platini
- Héldon Ramos
- Fernando Varela
- Trésor Mputu
- Adane Girma
- Emmanuel Agyemang-Badu
- Christian Atsu Twasam
- John Boye
- Asamoah Gyan
- Wilfried Bony
- Didier Drogba
- Cheick Tioté
- Didier Ya Konan
- Cheick Fantamady Diarra
- Sigamary Diarra
- Issam El Adoua
- Youssef El-Arabi
- Abdelilah Hafidi
- Uwa Elderson Echiéjilé
- Brown Ideye
- Ahmed Musa
- May Mahlangu
- Lehlohonolo Majoro
- Tokelo Rantie
- Emmanuel Adebayor
- Jonathan Ayité
- Serge Gakpé
- Dové Wome
- Khaled Mouelhi
- Youssef Msakni
- Collins Mbesuma
- Kennedy Mweene

Autogol
- Nando (ante Angola)